# Жан IV (герцог Бретани)
Жан IV де Монфор (фр. Jean de Montfort; 1293 — 16/26 сентября 1345) — граф де Монфор-Амори (под именем Жан II) с 1330 года, герцог Бретонский с 1341 года и граф Ричмонд в 1341—1342 годах из дома де Дрё. Четвёртый сын Артура II, герцога Бретонского и его второй жены Иоланды (1263—1330), графини де Монфор-Амори (1311—1330), дочери графа Роберта IV де Дрё.

## Биография
В августе 1330 года после смерти своей матери Иоланды де Дрё, графини Монфор-Амори, Жан де Монфор унаследовал графство Монфор-Амори.
Вначале Жан де Монфор согласился с волей своего старшего сводного брата Жана III Доброго, герцога Бретонского, о передаче прав на наследование герцогства Шарлю де Блуа. Однако затем изменил свою позицию и принял герцогскую корону от синода епископов и дворян в Нанте. Тем самым Жан де Монфор спровоцировал начало войны за Бретонское наследство, которая продолжалась с 1341 по 1365 год.
При поддержке короля Англии Эдуарда III Плантагенета герцог Жан Бретонский сражался с другим претендентом на герцогство — графом Карлом де Блуа, которого поддерживали последовательно короли Франции Филипп VI Счастливый, Жан II Добрый и Карл V Мудрый.
В 1341 году Жан де Монфор был осажден французами под предводительством Карла де Блуа в Нанте, 18 ноября 1341 года горожане выдали его противнику. Жан де Монфор был заключен в тюрьму, откуда вскоре бежал. Во время его пребывания в плену жена Жанна успешно защищала город Энбон против войск Карла де Блуа до прибытия весной 1342 года английского отряда под командованием сэра Уолтера Мэнни.
В 1344 году Жан де Монфор потерял город Кемпэ, захваченный Карлом де Блуа, и был взят в плен. 27 марта 1345 года Жан вторично бежал из заключения. При помощи войска короля Англии Эдуарда III отобрал город назад, разгромив Карла де Блуа и его сторонников в битве при Кадорет. В этом сражении сам Жан де Монфор был ранен и вскоре скончался в замке Энбон. Он был вначале похоронен в церкви Святого Креста в Кемперле, но позже был перенесен в церковь доминиканцев в том же городе.

## Семья и дети
В 1329 году Жан де Монфор женился в Шартре на Жанне де Дампьер (Фландрской) (1295—1374), дочери Людовика I де Дампьера, графа Неверского, и Жанны Ретельской. Их дети:
- Жан IV (V) Завоеватель, Жан Доблестный (1340—1399), герцог Бретани (1345—1399);
- Жанна Бретонская (1341—1403), жена с 1385 года Ральфа Бассета, 4-го барона Бассета из Дрейтона.